# Kabinett Ramelow I
Das Kabinett Ramelow I bildete vom 5. Dezember 2014 bis 5. Februar 2020 die Landesregierung des Freistaates Thüringen. Das Bündnis der drei Parteien Die Linke, SPD und Bündnis 90/Die Grünen war die erste rot-rot-grüne Koalition auf Landesebene. Die Regierung wurde nach der Wahl zum 6. Thüringer Landtag vom 14. September 2014 gebildet und löste das zuvor amtierende Kabinett Lieberknecht ab. Zusammen verfügten die drei Parteien des Regierungslagers bei Beginn der Wahlperiode über eine Mehrheit von 46 Stimmen im Thüringer Landtag gegenüber 45 Stimmen der Opposition aus CDU und AfD.
Bodo Ramelow (Die Linke) wurde am 5. Dezember 2014 in der zweiten Sitzung des Landtags im zweiten Wahlgang mit 46 Stimmen gegen 43 Stimmen bei einer Enthaltung und einer ungültigen Stimme zum Ministerpräsidenten gewählt. Er war damit der fünfte Thüringer Regierungschef seit der Wiederherstellung des Landes im Jahr 1990. Im ersten Wahlgang hatte Ramelow die erforderliche Mehrheit mit 45 gegen 44 Stimmen bei einer Enthaltung und einer ungültigen Stimme noch knapp verfehlt.
Im Anschluss an seine Vereidigung wurden die von Ramelow ernannten Minister vor dem Landtag vereidigt. Die Linke stellte die Ressortchefs von drei Ministerien und den Chef der Staatskanzlei, die SPD besetzte drei Ministerien und stellte mit Heike Taubert die stellvertretende Ministerpräsidentin, Bündnis 90/Die Grünen erhielten zwei Ressorts zugesprochen.
Mit der Konstituierung des 7. Landtags am 26. November 2019 war die Landesregierung geschäftsführend im Amt. Zu einer Neuwahl des Ministerpräsidenten kam es erst am 5. Februar 2020: Dabei wurde der Vorsitzende der FDP-Landtagsfraktion Thomas Kemmerich zum neuen Regierungschef gewählt; Ramelow und die übrigen Mitglieder der Landesregierung schieden damit aus dem Amt. Anstatt neue Minister zu ernennen, ersuchte der neue Ministerpräsident Thomas Kemmerich die im Amt befindlichen Staatssekretäre, die Amtsgeschäfte in den Ministerien weiterzuführen.

## Abstimmung im Thüringer Landtag
| Wahlgang                                                          | Kandidat          | Kandidat             | Stimmen    | Stimmenzahl | Anteil | Koalitionspartei(en) | Koalitionspartei(en) | Koalitionspartei(en) | Koalitionspartei(en) |
| ----------------------------------------------------------------- | ----------------- | -------------------- | ---------- | ----------- | ------ | -------------------- | -------------------- | -------------------- | -------------------- |
| 1. Wahlgang                                                       |                   | Bodo Ramelow (Linke) | Ja-Stimmen | 45          | 49,5 % |                      |                      |                      | Linke, SPD, Grüne    |
| 1. Wahlgang                                                       | Nein-Stimmen      | Bodo Ramelow (Linke) | 44         | 48,4 %      |        |                      |                      |                      | Linke, SPD, Grüne    |
| 1. Wahlgang                                                       | Enthaltungen      | Bodo Ramelow (Linke) | 1          | 1,1 %       |        |                      |                      |                      | Linke, SPD, Grüne    |
| 1. Wahlgang                                                       | Ungültige Stimmen | Bodo Ramelow (Linke) | 1          | 1,1 %       |        |                      |                      |                      | Linke, SPD, Grüne    |
| 1. Wahlgang                                                       | Nichtteilnahme    | Bodo Ramelow (Linke) | 0          | 0,0 %       |        |                      |                      |                      | Linke, SPD, Grüne    |
| 2. Wahlgang                                                       | Ja-Stimmen        | Bodo Ramelow (Linke) | 46         | 50,5 %      |        |                      |                      |                      | Linke, SPD, Grüne    |
| 2. Wahlgang                                                       | Nein-Stimmen      | Bodo Ramelow (Linke) | 43         | 47,3 %      |        |                      |                      |                      | Linke, SPD, Grüne    |
| 2. Wahlgang                                                       | Enthaltungen      | Bodo Ramelow (Linke) | 1          | 1,1 %       |        |                      |                      |                      | Linke, SPD, Grüne    |
| 2. Wahlgang                                                       | Ungültige Stimmen | Bodo Ramelow (Linke) | 1          | 1,1 %       |        |                      |                      |                      | Linke, SPD, Grüne    |
| 2. Wahlgang                                                       | Nichtteilnahme    | Bodo Ramelow (Linke) | 0          | 0,0 %       |        |                      |                      |                      | Linke, SPD, Grüne    |
| Damit wurde Bodo Ramelow zum Thüringer Ministerpräsident gewählt. |                   |                      |            |             |        |                      |                      |                      |                      |

## Mitglieder der Landesregierung
| Amt | Bild                               | Name                                     | Partei | Partei                |
| --- | ---------------------------------- | ---------------------------------------- | ------ | --------------------- |
| Ministerpräsident |                                    | Bodo Ramelow                             |        | Die Linke             |
| Stellvertreterin des Ministerpräsidenten Finanzministerin                                                                  |                                    | Heike Taubert                            |        | SPD                   |
| Zweite Stellvertreterin des Ministerpräsidenten Ministerin für Umwelt, Energie und Naturschutz                             |                                    | Anja Siegesmund                          |        | Bündnis 90/Die Grünen |
| Chef der Staatskanzlei und Minister für Kultur, Bundes- und Europaangelegenheiten                                          |                                    | Benjamin-Immanuel Hoff                   |        | Die Linke             |
| Minister für Inneres und Kommunales                                                                                        |                                    | Holger Poppenhäger (bis 30. August 2017) |        | SPD                   |
| Minister für Inneres und Kommunales                                                                                        | Georg Maier (ab 30. August 2017)   |                                          |        | SPD                   |
| Minister für Wirtschaft, Wissenschaft und Digitale Gesellschaft                                                            |                                    | Wolfgang Tiefensee                       |        | SPD                   |
| Minister für Migration, Justiz und Verbraucherschutz                                                                       |                                    | Dieter Lauinger                          |        | Bündnis 90/Die Grünen |
| Ministerin für Infrastruktur und Landwirtschaft (kommissarisch durch Staatskanzleichef Hoff geleitet ab 26. November 2019) |                                    | Birgit Keller (bis 26. November 2019)    |        | Die Linke             |
| Ministerin für Arbeit, Soziales, Gesundheit, Frauen und Familie                                                            |                                    | Heike Werner                             |        | Die Linke             |
| Minister(in) für Bildung, Jugend und Sport                                                                                 |                                    | Birgit Klaubert (bis 17. August 2017)    |        | Die Linke             |
| Minister(in) für Bildung, Jugend und Sport                                                                                 | Helmut Holter (ab 17. August 2017) |                                          |        | Die Linke             |

## Thüringer Ministerien und Staatssekretäre
Die Staatssekretäre sind die obersten Beamten des Freistaates Thüringen. Sie fungieren als Amtschefs der Ministerien, leiten einzelne Geschäftsbereiche oder übernehmen Sonderaufgaben.
| Staatskanzlei und Ministerien                                                | Staatssekretäre |
| ---------------------------------------------------------------------------- | --- |
| Thüringer Staatskanzlei                                                      | Malte Krückels Medien; Bevollmächtigter des Freistaates Thüringen beim Bund Babette Winter (von Dezember 2018 bis Juli 2019 freigestellt) Kultur und Europa |
| Thüringer Finanzministerium                                                  | Hartmut Schubert |
| Thüringer Ministerium für Umwelt, Energie und Naturschutz                    | Olaf Möller |
| Thüringer Ministerium für Inneres und Kommunales                             | Udo Götze Uwe Höhn (ab 5. September 2017) |
| Thüringer Ministerium für Bildung, Jugend und Sport                          | Gabi Ohler |
| Thüringer Ministerium für Migration, Justiz und Verbraucherschutz            | Silke Albin (9. Dezember 2014 bis 31. Mai 2017) Sebastian von Ammon (ab 1. Juni 2017) |
| Thüringer Ministerium für Wirtschaft, Wissenschaft und digitale Gesellschaft | Markus Hoppe Geschäftsbereich „Wissenschaft“; Amtschef Georg Maier (30. Juni 2015 bis 30. August 2017) Geschäftsbereich „Wirtschaft“ Valentina Kerst (ab 19. Februar 2018) Geschäftsbereich „Wirtschaftspolitik, Wirtschaftsförderung, Tourismus und Digitale Gesellschaft“ |
| Thüringer Ministerium für Arbeit, Soziales, Gesundheit, Frauen und Familie   | Ines Feierabend (ab 1. Januar 2015) |
| Thüringer Ministerium für Infrastruktur und Landwirtschaft                   | Klaus Sühl |